# Choi Sukhee
Det här är en artikel om en person med koreanskt personnamn; Choi är familjenamnet.
Choi Sukhee (최숙희), född 1964 i Busan, är en sydkoreansk författare och  illustratör av böcker för barn och unga vuxna. Hon är examinerad från Seoul National University i visuell kommunikationsdesign och har skrivit och illustrerat ett 20-tal barnböcker, varav två översatts till svenska. "Jordbarn, himmelsbarn" fick 2012 års Peter Pans silverstjärna från svenska IBBY.

## Utmärkelser
- 2000 års Borim Picture Book Prize
- 2002 hedersomnämnande vid Asiatiska Illustrationsbiennalen i Japan
- 2012 IBBY:s hedersomnämnande[1] för Jordbarn, himmelsbarn. Övers. Ahryun Gustafsson. Bokförlaget Trasten